# Conan (film)
Pour les articles homonymes, voir Conan, Conan le Barbare (homonymie) et The Barbarian.
Série
Kalidor, la légende du talisman
(1985)
Pour plus de détails, voir Fiche technique et Distribution.
Conan ou Conan le Barbare au Québec (Conan the Barbarian) est un film d'heroic fantasy américain réalisé par Marcus Nispel sorti en 2011. Il s’agit de l’adaptation du personnage Conan le Barbare créé par Robert E. Howard.
Le film est sorti en salles le 17 août 2011 dans quatre pays différents : France, Belgique, Islande et les Philippines,,.
En phase de préproduction il était prévu que le film s'intitule simplement Conan, puis plus tard Conan 3D, mais en décembre 2010, alors que le tournage était déjà terminé, il fut finalement décidé de lui donner le titre Conan the Barbarian, le même que celui de la toute première adaptation cinématographique du personnage (Conan le Barbare, 1982, avec Arnold Schwarzenegger). Malgré cela le titre simplifié en Conan fut conservé pour la distribution en France. Au Québec le titre original fut traduit littéralement : Conan le Barbare. Dans les principaux pays francophones Conan est distribué en salles par Metropolitan Filmexport en France, Splendid Film en Belgique, Les Films Séville au Canada, le 19 août 2011, et Warner Bros. Transatlantic Inc. en Suisse, le 24 août 2011.
Le film sera qualifié de flop et a reçu des critiques majoritairement négatives de la part de l'ensemble de la presse.

## Synopsis
Pendant l'Âge hyborien, un groupe de sorciers créèrent le masque d'Acheron, objet puissant et maléfique qui permet à son possesseur de contrôler le monde. Mais les créateurs de cet artefact furent vaincus par les Cimmériens, de redoutables barbares menés par Corin (Ron Perlman). Pour empêcher que ce dangereux artefact soit utilisé, les vainqueurs brisèrent l'objet maléfique en plusieurs morceaux avant de les disperser aux quatre coins de la terre. Après ces évènements, le village de Corin est attaqué.
Transpercée, mortellement blessée, l'épouse de Corin donna néanmoins courageusement naissance à leur fils, Conan, aidée par Corin, et ce en plein milieu de leur village fraîchement ravagé et devenu de fait un champ de bataille.
Le village depuis a été reconstruit par son fier peuple barbare... et, le temps passant, le jeune Conan grandit pendant plus d'une décennie avec son père.
Un jour, ils furent attaqués par les forces de Khalar Zym (Stephen Lang). Ce modeste brigand-seigneur de guerre tente depuis fort longtemps et est presque sur le point de réunir tous les morceaux du masque avec l'aide de sa fille Marique (Rose McGowan), une sorcière prometteuse qui sent les choses... Zym détruit le village de Conan et parvient à obtenir ce qu'il est venu chercher et par jeu met Corin dans une situation mortelle.
Malgré tous les efforts de Conan, son père meurt sous les yeux du jeune homme, bouleversé de ne pas avoir réussi à le sauver.
Désormais empli de soif de vengeance, il se promet qu'un jour il prendra la vie de Zym.
Vingt ans plus tard, Conan (Jason Momoa) est devenu un fier guerrier accompli qui tente de survivre tel un partisan dans un monde impitoyable. Alors qu'il mène des esclaves récemment libérés (à la suite d'une de ses actions) à la cité de Messantia, il trouve une piste prometteuse menant aux responsables du meurtre de son père et de l'attaque qui fut jadis fatidique à son village natal.
Ses aventures le mèneront à affronter Khalar Zym plusieurs fois et à enfin assouvir sa vengeance.
Toutes ces aventures le mèneront à découvrir l'amour en la personne de celle que recherche Zym : Tamara (Rachel Nichols)…

## Fiche technique
Sauf indication contraire, les informations mentionnées dans cette section peuvent être confirmées par la base de données cinématographiques IMDb,  présente dans la section « Liens externes ».
- Titre original : Conan the Barbarian
- Titre français : Conan
- Titre québécois : Conan le Barbare
- Réalisation : Marcus Nispel
- Scénario : Thomas Dean Donnelly, Joshua Oppenheimer, Sean Hood, Dirk Blackman[1] et Howard McCain[1], d'après le personnage Conan le Barbare de Robert E. Howard
- Musique : Tyler Bates
- Direction artistique : Ivaylo Nikolov, Antonello Rubino et James Steuart
- Décors : Judy Farr et Valentina Mladenova
- Costumes : Wendy Partridge
- Photographie : Thomas Kloss
- Montage : Ken Blackwell
- Production : Boaz Davidson, Joe Gatta, Fredrik Malmberg, John Baldecchi (en), Danny Lerner, Les Weldon et Henry Winterstern
  - Producteurs délégués : George Furla, Samuel Hadida, Victor Hadida, Frederick U. Fierst, Eda Kowan, Avi Lerner,
  - Producteurs délégués : John Sacchi, Michael Paseornek, Jason Constantine, Danny Dimbort, Trevor Short et George Furla
  - Coproducteur délégué : Lonnie Ramati
- Sociétés de production : Lionsgate, Millenium Films, Nu Image[1], Paradox Entertainment, Nimar Studios et Cinema Vehicle Services
- Sociétés de distribution :  Lionsgate,  Maple Pictures,  Benelux Film Distributors et  Metropolitan Filmexport
- Budget : 90 000 000 $ (USD) (estimation)
- Pays d'origine :  États-Unis
- Langue originale : Anglais
- Format : couleur - 35 mm - 2.35:1 - son Dolby Digital | Datasat
- Genre : Action, Aventure, Fantastique, Fantasy
- Durée : 113 minutes
- Dates de sortie[7] :
  - États-Unis : 11 août 2011 (Avant-première) (Los Angeles, Californie)
  - Belgique et France : 17 août 2011
  - Canada et États-Unis : 19 août 2011
  - Suisse romande : 24 août 2011
- Classification : Interdit aux moins de 12 ans en France lors de sa sortie en salles

## Distribution[8],[9]
- Jason Momoa (VF : Jérémie Covillault et VQ : Jean-François Beaupré[10]) : Conan
- Rachel Nichols (VF : Aurore Bonjour et VQ : Émilie Bibeau) : Tamara
- Stephen Lang (VF : Jean-Bernard Guillard et VQ : Éric Gaudry) : Khalar Zym
- Rose McGowan (VF : Marie-Laure Dougnac et VQ : Camille Cyr-Desmarais) : Marique, un succube mi-humaine mi-sorcière.
- Saïd Taghmaoui : Ela-Shan[11]
- Ron Perlman (VF : Marc Alfos et VQ : Denis Mercier) : Corin, chef des Cimmériens et père de Conan.
- Leo Howard : Jeune Conan[12]
- Steven O'Donnell (VF : Denis Boileau et VQ : Stéphane Rivard) : Lucius
- Raad Rawi (VF : Jean-Pierre Leroux) : Fassir
- Nonso Anozie (VF : Daniel Lobé et VQ : Benoît Rousseau) : Artus
- Bob Sapp : Ukafa
- Milton Welsh (VF : Paul Borne) : Remo
- Nathan Jones : Akhun
- Bashar Rahal : Quarter Master
- Morgan Freeman (VF : Pierre Dourlens) : Le Narrateur (non crédité)

Source et légende : Version française (V. F.) et Version québécoise (V. Q.) sur Doublage QC

## Production

### Genèse
À l'origine, pendant neuf ans, ce film devait être tourné par les Wachowski, Brett Ratner, qui, pourtant, a longtemps travaillé sur ce projet et l'a abandonné en raison d'énormes problèmes de planning sur d'autres projets et Robert Rodriguez devait le remplacer. En 2008, le nom de Rob Zombie est apparu pour réaliser ce remake mais c'est Marcus Nispel qui reprendra ce projet, un vieux rêve depuis son enfance, selon Variety : c'est son troisième remake après Massacre à la tronçonneuse (2003) et Vendredi 13 (2009).

Logo provisoire apparu en 2010.

En fin juin 2009, les producteurs de Nu Image/Millennium Avi Lerner et Joe Gatta produisent alors ce film en compagnie d'un autre producteur de Lionsgate Fredrick Malmberg.
Le titre du scénario était provisoirement Conan avant que la production ne le change en Conan 3D en raison de la projection tridimensionnelle et ne reprenne finalement Conan the Barbarian, titre du film de John Milius (1982), au début de décembre 2010. En France, le titre officiel est finalement resté sur Conan.

### Scénario

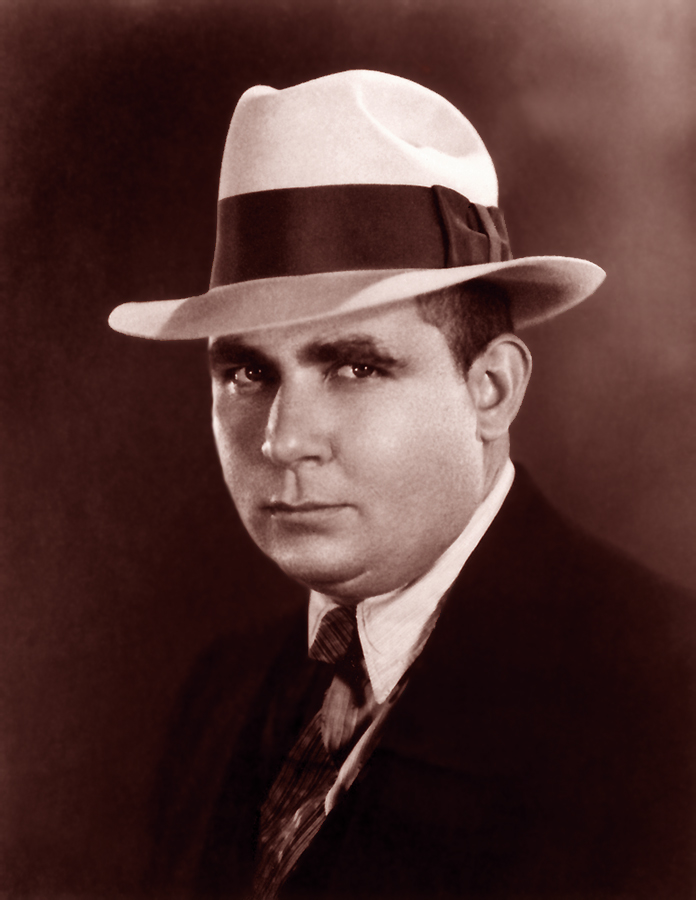
Robert E. Howard, ici en 1934, créateur de Conan le Barbare.

À la fin des années 1990, Oliver Stone et John Milius avaient écrit une suite de Conan le Destructeur (1984) sous le titre de King Conan: Crown of Iron (littéralement, Conan le Roi : La Couronne de fer) avec toujours Arnold Schwarzenegger. Ce dernier étant malheureusement occupé par sa campagne électorale au poste de gouverneur de Californie en 2003, le projet fut abandonné.

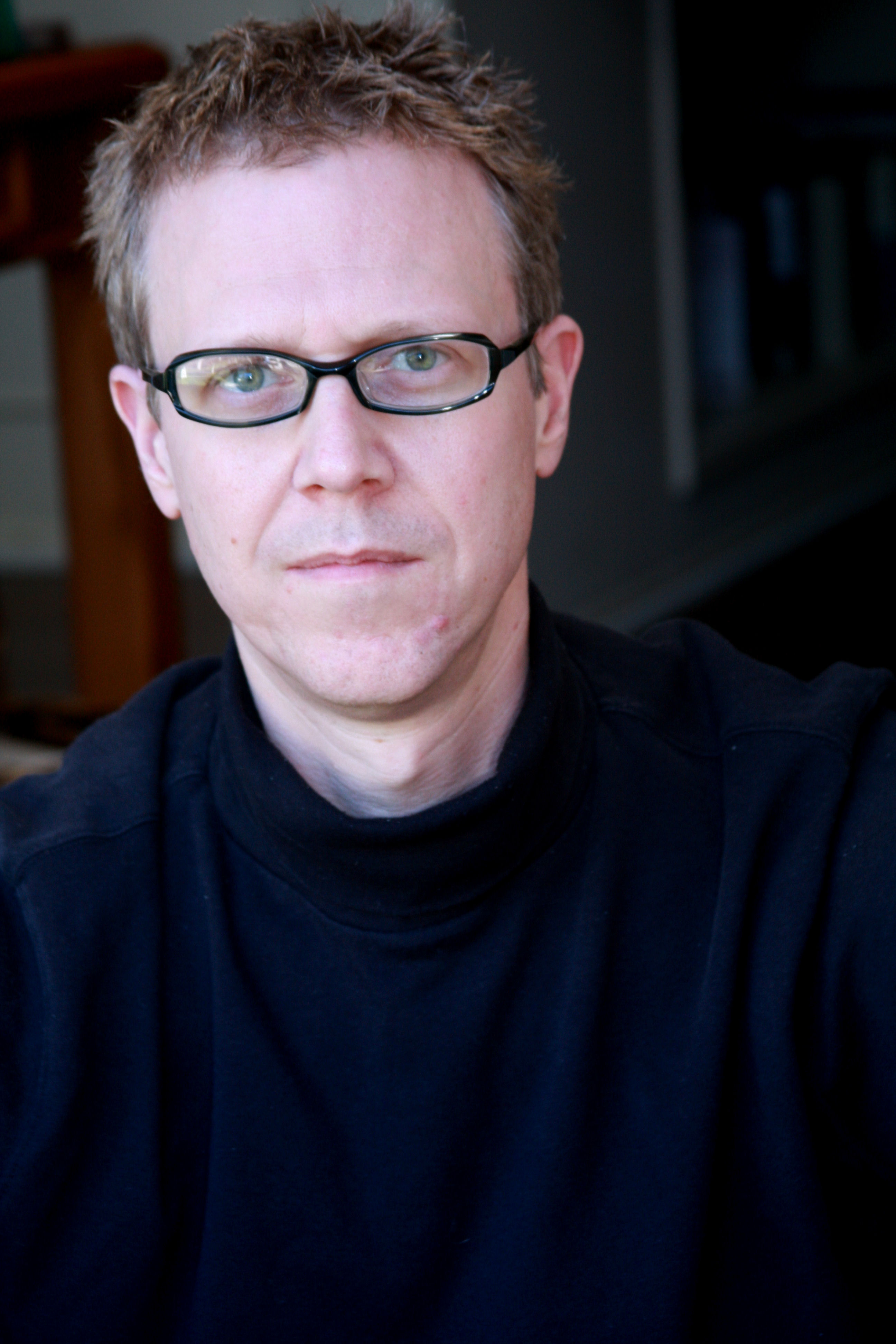
Sean Hood

D'après le script de Thomas Dean Donnelly et Joshua Oppenheimer,, ceux-ci ont retravaillé et mis en forme le scénario avec Sean Hood. Joshua Oppenheimer, ayant écrit l'histoire de Sahara et du futur film sur le Docteur Strange, écrit un scénario proche des comics Conan, la série du scénariste Kurt Busiek et du dessinateur Cary Nord parue chez Dark Horse Comics. Les écritures sont respectueusement basées sur des nouvelles de Robert E. Howard avant que les deux complices ne passent à d'autres projets et que Andrew Lobel ne réécrive finalement en janvier 2010 avec toujours Sean Hood.
Quand ce dernier, étant admirateur de l'auteur Robert E. Howard, est engagé, fin février 2010, pour revoir le scénario en toute plénitude, déterminant les scènes d'action, les clarifications de la mythologie du film, l'ajout de nouveaux personnages et modifiant les dialogues. Il précise qu'en essayant d'en être plus fidèle, l'histoire n'est pas forcément l'adaptation de l'œuvre, mais le personnage et l'univers sont toutefois tenus en estime. « Heureusement qu'en même temps, les producteurs de Paradox Entertainment, qui contrôle les droits sur Conan et d'autres personnages de Robert E. Howard, et les producteurs exécutifs de Lionsgate, qui ont lancé le film au niveau national, sont en pleins communs avec mon travail ».

### Attribution des rôles

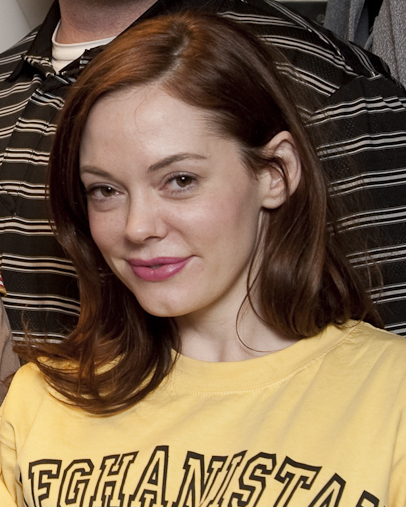
L'actrice Rose McGowan, l'année de tournage du film.

Le producteur de Lionsgate Joe Gatta avait précisé que le casting était ouvert à tout le monde, n'importe qui dans les quatre coins du monde entier, bien qu'il ne cherchait pas à remplacer Arnold Schwarzenegger. Le site Deadline Hollywood a décidé en janvier 2010 que c'est finalement Jason Momoa, la star de Stargate Atlantis ayant débuté dans Alerte à Malibu en 1999, qui incarne Conan le Barbare. L'autrichien Roland Kickinger, Jared Padalecki (Supernatural) et Kellan Lutz (Twilight) y étaient également pressentis dans ce rôle.
Dolph Lundgren lui-même avait discuté septembre 2009 avec les producteurs pour le rôle du père de Conan dans le film, puis Mickey Rourke fut choisi pour être Corin, avant qu'il ne quitte au bout de deux semaines pour le tournage du film Les Immortels de Tarsem Singh : Ron Perlman l'a donc rapidement remplacé,.
À la suite de la proposition des producteurs, Stephen Lang, l'infâme colonel Quaritch dans Avatar de James Cameron (2009), a accepté de jouer l'horrible Khalar Sing au côté de Shad Gaspard, un des membres de Cryme Tyme à la fédération World Wrestling Entertainment, qui avait auditionné après avoir « vu qu'il y avait un casting en janvier 2010 », raconte ce dernier, « et mon agent a été en mesure d'obtenir une audition. Tout en enregistrant WWE SmackDown, il me fit savoir que j'ai eu l'audition et a dû se rendre à Los Angeles. Quand je suis arrivé, il m'a donné la décomposition et toute l'information, et j'ai immédiatement commencé à me préparer pour l'audition ».
Dernièrement remarqué dans G.I. Joe : Le Réveil du Cobra (G.I. Joe: The Rise of Cobra) de Stephen Sommers (2009), Rachel Nichols et Saïd Taghmaoui faisaient déjà partie de cette distribution. La première dans le rôle de Tamara, la compagne de Conan, et le second est Ela Shan, chef d'un groupe de voleurs sauvé par Conan : « J'avais envie de faire un film romanesque, un peu ancien, avec des costumes… En France, quelqu'un avec mon physique aurait du mal à jouer d'Artagnan, je pense. Moi, j'aimerais bien jouer, un jour, incarner Aramis. Malheureusement, je ne pense pas qu'ils aient ici l'imagination assez fertile, mais j'espère qu'ils y arriveront un jour. Vraiment, avec Conan, j'ai l'opportunité de faire quelque chose de très différent de ce que je fais habituellement. Et j'adore ça, j'adore le travail de composition. C'est ce qui m'a toujours donné envie de faire ce métier ». Sans oublier Leo Howard qui y avait interprété le jeune Snake Eyes, il campe ici le jeune Conan.
Le webzine américain Pajiba annonce en mars 2010 que Rose McGowan abandonne le projet du remake Red Sonja de Robert Rodriguez à la suite des problèmes de financement et, selon Variety, qu'elle tient un rôle de mi-humaine mi-sorcière Marique, fille de Khalar Zym.
En avril 2010, l'acteur méconnu Raad Rawi, étant le dernier à joindre le projet, enrôle le personnage Fassir, chef du monastère ayant la charge de maîtriser la garde et l’éducation de la princesse Ilira,.

### Tournage
Le tournage se tourne entièrement en Bulgarie le 15 février 2010, précisément à Bistriza pour commencer, d'où l'équipage comprend près de mille cinq cents membres américains, français, britanniques et bulgares.
Le 15 février 2010, dans les Studios NU Boyana Film à Sofia, l'environnement est reconstruit de cinq mille ans plus tôt par plus de deux cent travailleurs guidés par des décorateurs bulgares Ivan Ranguelov, Ivailo Nikolov et Valia Mladenova. En fin avril, ils se déplacent vers le nord, là où se trouve la mer Noire, à la plage Bolata, à Dobritch avant de gagner sur les ponts d'or, appelé là-bas Zlatnite Mostove, de la montagne Vitosha et le quartier Bistriza près de Sofia.
Lieux de tournage
- Bulgarie
  - Bistriza
  - Studios NU Boyana Film, Sofia
  - Bolata, Dobritch
  - Pernik
  - Vitosha

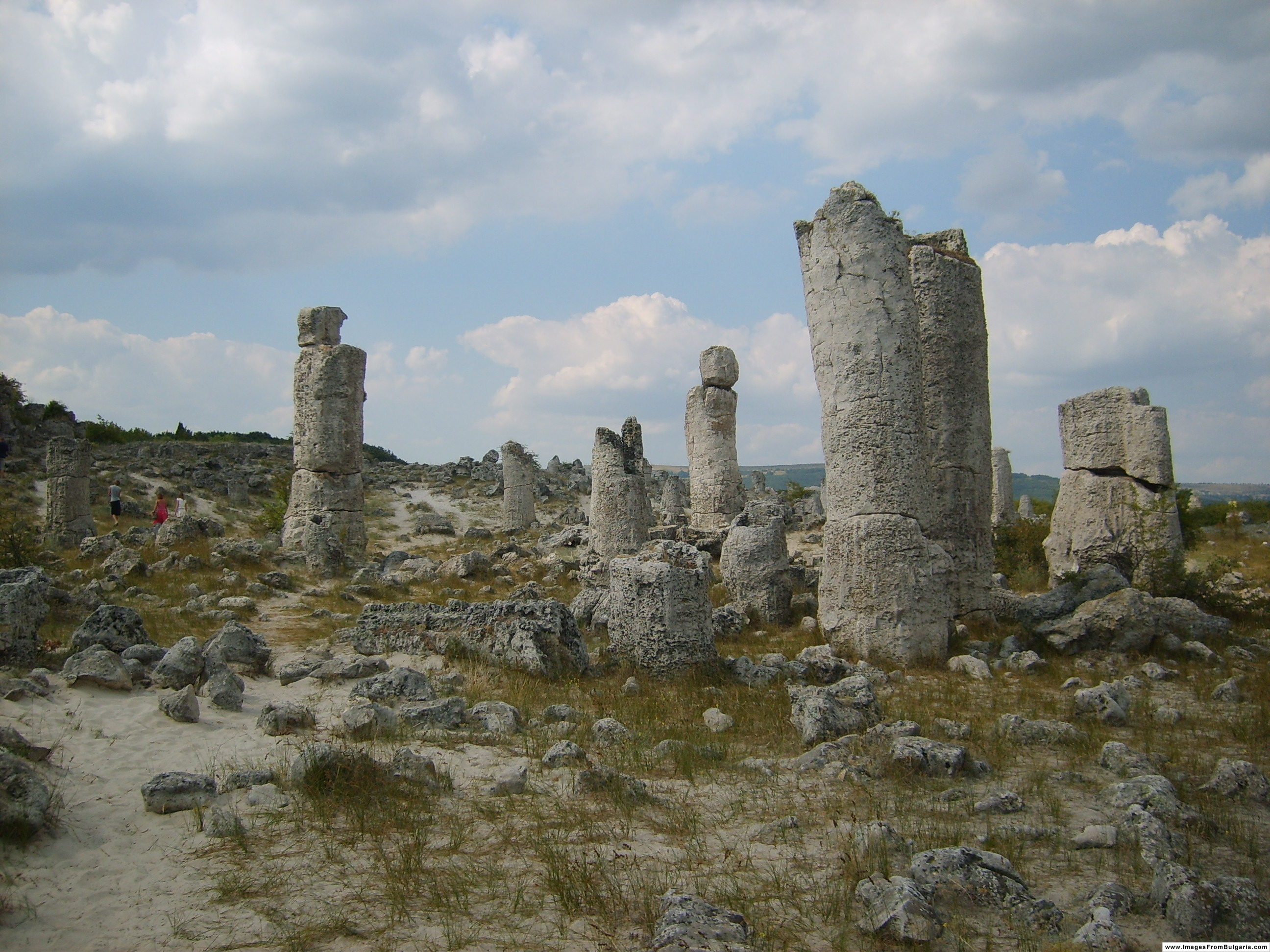
Pobitite Kamani se situant dans l'oblast de Varna en Bulgarie, un des décors naturels pour le besoin du film.

  - Zlatnite Mostove, Les Ponts d’or à Vitosha

#### Décors
Le réalisateur utilise de décors naturels tels que Pobitite Kamani dans l'oblast de Varna, sur la route entre Varna et Sofia autour de plusieurs villages juste à l'ouest de Varna, ou encore les grottes de Kaliakra au nord-est, dans la région de Dobroudja du Sud et l'oblast de Dobric.

#### Cascades
Le long métrage s'attache à la réalité, plus que les deux films précédents, comme le souhaite Marcus Nispel qui explique : « Conan est un héros d'action, basé sur la réalité, il ne vient pas d'une autre planète mais de la Terre, comme Tarzan. (…) Nous avons décidé de faire de ce Conan plus réaliste, avec moins d'effets spéciaux, mais avec des cascades. C'est pourquoi tout le monde dans l'équipe pratique les arts martiaux. Même l'acteur qui joue Conan jeune. Je pense que c'est quelque chose de nouveau à une époque où les jeux vidéo, les effets spéciaux sont si nombreux. Nous sommes en train de faire un film qui se rapproche d'une expérience authentique ».

### Musique
Albums de Tyler Bates
Super
(2011)
Pendant le tournage à Bulgarie, Marcus Nispel avait pensé à la musique traditionnelle bulgare pour les scènes se déroulant en Cimmérie.
Tyler Bates est confirmé en mars 2011 pour composer la musique du film, en collaboration avec Timothy Williams. Ensemble, ils produisent également la bande originale Music From The Motion Picture Conan The Barbarian qui sort le 16 août 2011.
Pistes
| 1.  | Prologue                | 8:08 |
| 2.  | His Name Is Conan       | 3:35 |
| 3.  | Egg Race                | 2:52 |
| 4.  | Fire And Ice            | 3:15 |
| 5.  | Cimmerian Battle        | 3:19 |
| 6.  | The Mill                | 1:55 |
| 7.  | The Mask/12 Years Later | 3:06 |
| 8.  | Freeing Slaves          | 2:38 |
| 9.  | Prison Interrogation    | 3:35 |
| 10. | Monastery Approach      | 1:44 |
| 11. | Off With Their Heads    | 1:09 |
| 12. | Horse Chase             | 3:11 |
| 13. | Death Of A Priest       | 2:48 |
| 14. | One Way Ride            | 2:35 |
| 15. | Outpost                 | 7:57 |
| 16. | Fever                   | 4:47 |
| 17. | Victory                 | 0:36 |
| 18. | A Kiss                  | 2:41 |
| 19. | The Temple              | 1:55 |
| 20. | Oceans Of Blood         | 2:41 |
| 21. | The Dweller             | 2:36 |
| 22. | Skull Mountain          | 1:21 |
| 23. | Wheel Of Torture        | 2:07 |
| 24. | Zym’s Demise            | 2:30 |
| 25. | Conan Returns Home      | 3:42 |
| ?   |                         |      |

### Promotion
Le blog Conan The Movie Blog voit le jour du 10 février 2009 où se donnent des informations aux admirateurs du personnage cimmérien.
Après la présentation sur la page Facebook en début février 2011, Lionsgate dévoile, le 2 mars 2011, une affiche animée sur le site officiel du film avant d'y mettre à jour la première aguiche, le 11 mars 2011 aux États-Unis, dont, selon le webzine Première, « ces premières images n'offrent pas beaucoup d'informations. Le studio a préféré jouer sur un aspect très graphique (toutes les images s'incrustent dans des volutes de fumée) et quelques plans furtifs de combat sauvage » et, finalement, en mai 2011, une autre en montre beaucoup plus, deux minutes.
Le 10 mai, le webzine Collider annonce une nouvelle affiche non animée montrant Conan le Barbare dans son élément naturel avec un slogan « Born on the battlefield. », ce que l'on peut également traduire « Né sur le champ de bataille. » pour la France, ainsi qu'un synopsis officiel.

## Accueil

### Sorties
Ce film est classé R-Rated aux États-Unis, c'est-à-dire interdit aux mineurs, en raison de la fureur martiale et de la brutalité sanglante.
En France, interdit aux moins de douze ans, sa sortie nationale a subi de nombreux changements de date. D'abord prévue pour le 24 août 2011, repoussée au 14 septembre 2011, la date officielle est désormais avancée au 17 août 2011 dans 400 salles, soit en même temps que Captain America: First Avenger dont la projection est prévue dans 480 salles.

### Box-office
| Pays ou région | Box-office            | Date d'arrêt du box-office | Nombre de semaines |
| -------------- | --------------------- | -------------------------- | ------------------ |
| France         | 237 369 entrées       | 30 août 2011               | 2                  |
| États-Unis     | 19 618 000 de dollars | 4 septembre 2011           | 3                  |

En France, dans les quatre cents salles, elles comptent 163 409 entrées du 17 au 23 août 2011.
Aux États-Unis, bien que Conan the Barbarian ait coûté 90 millions de dollars, les producteurs Nu Image, Millennium Films et Paradox Entertainment espéraient les vingt millions de dollars en un week-end du 19 au 21 août 2011. Malheureusement, le film ne rapporte que 10 021 215 de dollars, se trouvant à la quatrième place du box-office, et a été qualifié par l'ensemble de la critique et même par son scénariste de bide de l'année.
Pour rappel, la version précédente de 1982 intitulée Conan Le Barbare a rapporté 39 565 475 dollars rien qu'aux États-Unis.

## Justice
Selon The Hollywood Reporter du 22 août 2011, la société Stan Lee Media, fondée par Stan Lee en 1998 avec Peter F. Paul, alors disposant à cette époque les droits de Conan Properties, porte plainte contre le film, réclamant les droits des œuvres concernant au personnage cimmérien.
L'histoire remonte en 2001, en raison de la faillite de cette entreprise, un avocat aurait transmis les droits à Conan Sales Co qui s'est ensuite affairé la vente avec Paradox Entertainment, une société suédoise, ce qui explique l'impossibilité de vendre à n'importe quelle firme.